# Sextus Miskow
Sextus Miskow (3. februar 1857 i Nyborg – 24. november 1928) var en dansk sanger, komponist og musikanmelder.
Efter to år på Hærens Elevskole fra 1871 skiftede Miskow spor og videreuddannede sig i violin- og klaverspil og blev 1876-1879 undervist på Det Kongelige Danske Musikkonservatorium. Her koncentrerede han sig om sangundervisning med Carl Helsted som lærer- Han debuterede som bassanger på Det kongelige Teater i 1880. Han fik imidlertid aldrig fast ansættelse på teatret og virkede siden som sanglærer og som koncertsanger. I 1903-1914 var han også musikanmelder bl.a. ved Berlingske Tidende og kordirigent for Københavns Arbejder Sangkor, som han stiftede i 1915. Desuden begyndte han at komponere. 
Det meste af hans musik er glemt i dag, men en af hans første sange var Den spillemand snapped' fiolen fra væg med tekst af Holger Drachmann. Den er med i nye sangbøger og indspilles af dagens kunstnere. At være kendt for én sang er en skæbne han deler med mange andre komponister (Alfred Tofft, Aksel Agerby og Jacob Saxtorph-Mikkelsen). Hans Allegretto Fantasia for klarinet og klaver kan høres i flere udgaver på nettet.

## Musik (ikke komplet)
- Sange på Wikisource
- Nocturne (strygeorkester, 2 horn og 2 fagotter)
- Snehvide (syngespil sammen med Christian Danning)
- Fyrtøjet (syngespil)
- Ridder Karl af Rise (syngespil)
- Fangen på Sønderborg (orkester og solist)
- Klaverstykker
- en sonate for violin og klaver
- fantasistykker for klaver og klarinet
- over 50 sange
- En fremførelse af Allegretto fantasia